# Bolesławiec (gmina w województwie łódzkim)
Bolesławiec – gmina miejsko-wiejska w województwie łódzkim, w powiecie wieruszowskim. W latach 1975–1998 gmina położona była w województwie kaliskim.
Siedziba gminy to Bolesławiec.
Według danych z 30 czerwca 2004 gminę zamieszkiwało 4147 osób.

## O gminie
Gmina Bolesławiec leży w powiecie wieruszowskim. Zajmuje łącznie powierzchnię 6458 ha, z czego 4878 ha to ziemia uprawna, a 1232 ha to lasy. W gminie wszystkie wsie są podłączone do wodociągu. W Bolesławcu znajduje się Gminny Ośrodek Kultury stanowiący gminne centrum poczynań w zakresie kultury, turystyki i sportu. Działa tu również Ośrodek Sportu i Rekreacji, usytuowany nad zalewem u stóp baszty bolesławieckiego zamku, który posiada pełne zaplecze sportowo-rekreacyjne z boiskiem do piłki nożnej, siatkówki, koszykówki oraz kortem tenisowym.

## Historia
Za Królestwa Polskiego gmina Bolesławiec należała do powiatu wieluńskiego w guberni kaliskiej. 19 maja?/31 maja 1870 do gminy przyłączono pozbawiony praw miejskich Bolesławiec. Na przełomie XIX i XX wieku z gminy wyodrębniono nową gminę Chotynin, obejmującą cały obszar dotychczasowej gminy Bolesławiec oprócz samego Bolesławca (a więc w granicach gminy Bolesławiec sprzed włączeniem do niej Bolesławca w 1870). Gmina Chotynin miała skomplikowany i bardzo specyficzny kształt: jej obszar był przegrodzony trzykrotnie obszarem (dużo mniejszej) gminy Bolesławiec, składającej się z trzech bardzo wąskich pasm-enklaw.
W okresie międzywojennym gmina Bolesławiec należała do powiatu wieluńskiego w woj. łódzkim. W 1921 roku liczyła 1854 mieszkańców.
Po wojnie gmina zachowała przynależność administracyjną. 1 stycznia 1949 roku zniesiono gminę Chotynin, a jej obszar włączono do gminy Bolesławiec; w praktyce gmina Chotynin została ponownie połączona z Bolesławcem w obszar przybliżony do obecnej gminy Bolesławiec. Gmina Bolesławiec przetrwała do reformy gminnej w 1954 roku. Pojawiła się ponownie w związku z reformą w 1973, tym razem w powiecie wieruszowskim.

## Struktura powierzchni
Według danych z roku 2002 gmina Bolesławiec ma obszar 64,58 km², w tym:
- użytki rolne: 76%
- użytki leśne: 19%

Gmina stanowi 11,21% powierzchni powiatu.

## Demografia

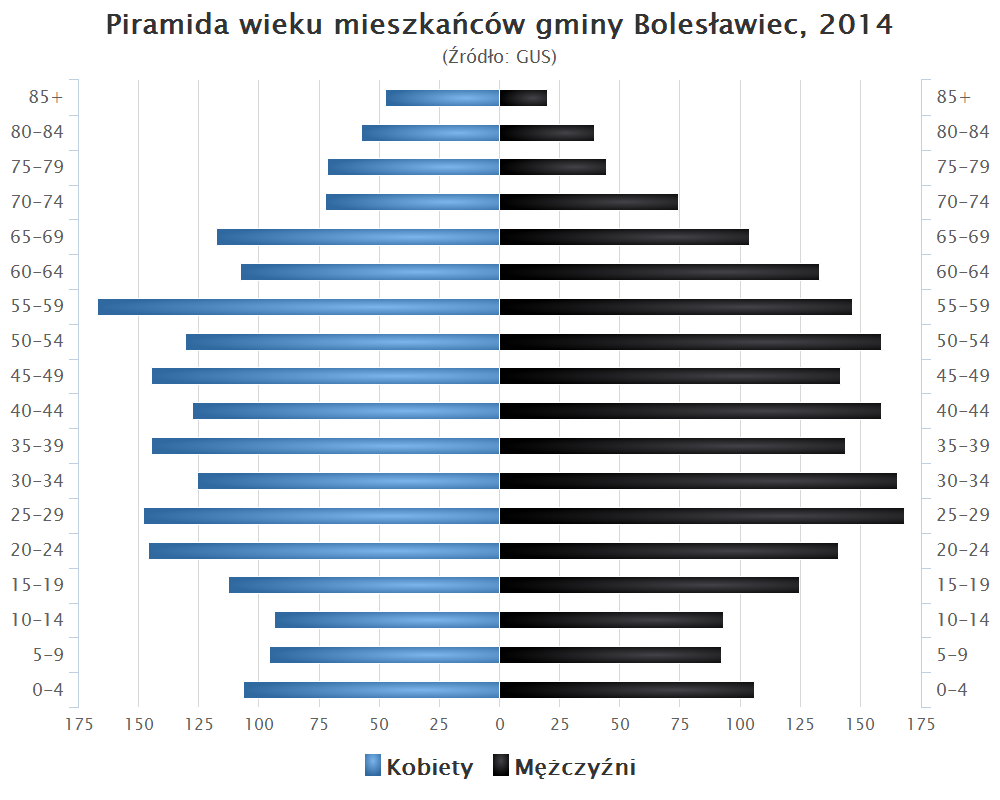
Piramida wieku mieszkańców gminy Bolesławiec w 2014 roku

Dane z 30 czerwca 2004:
| Opis                              | Ogółem | Ogółem | Kobiety | Kobiety | Mężczyźni | Mężczyźni |
| --------------------------------- | ------ | ------ | ------- | ------- | --------- | --------- |
| jednostka                         | osób   | %      | osób    | %       | osób      | %         |
| populacja                         | 4147   | 100    | 2037    | 49,1    | 2110      | 50,9      |
| gęstość zaludnienia (mieszk./km²) | 64,2   | 64,2   | 31,5    | 31,5    | 32,7      | 32,7      |

## Sołectwa
Bolesławiec, Chotynin, Chróścin, Gola, Kamionka, Kolonia Bolesławiec-Chróścin, Mieleszyn, Piaski, Wiewiórka, Żdżary.

## Pozostałe miejscowości
Chobot, Chróścin-Młyn, Chróścin-Zamek, Koziołek, Krupka, Podbolesławiec, Podjaworek, Stanisławówka, Wełny.

## Sąsiednie gminy
Byczyna, Czastary, Łęka Opatowska, Łubnice, Wieruszów